# Campionati europei di tuffi 2011 - Trampolino 1 metro maschile
La gara è stata disputata il 9 marzo 2011 e vi hanno partecipato 26 atleti. I primi 12 dopo il primo turno sono stati ammessi alla finale.

## Medaglie
| Posizione | Atleta           | Paese   |
| --------- | ---------------- | ------- |
| Oro       | Evgenij Kuznecov | Russia  |
| Argento   | Illja Kvaša      | Ucraina |
| Bronzo    | Matthieu Rosset  | Francia |

## Qualifiche
| Pos. | Atleta              | Nazione     | Punti  |
| ---- | ------------------- | ----------- | ------ |
| 1    | Evgenij Kuznecov    | Russia      | 419.50 |
| 2    | Matthieu Rosset     | Francia     | 410.95 |
| 3    | Illja Kvaša         | Ucraina     | 387.15 |
| 4    | Stephan Feck        | Germania    | 376.45 |
| 5    | Damien Cély         | Francia     | 376.10 |
| 6    | Andrzey Rzeszutek   | Polonia     | 362.10 |
| 7    | Michele Benedetti   | Italia      | 356.50 |
| 8    | Javier Illana       | Spagna      | 353.90 |
| 9    | Stefanos Paparounas | Grecia      | 350.40 |
| 10   | Oliver Dingley      | Regno Unito | 343.10 |
| 11   | Alexander Andresen  | Svezia      | 341.55 |
| 12   | Andrea Aloisio      | Svizzera    | 334.45 |
| 13   | Oleksiy Prygorov    | Ucraina     | 327.40 |
| 14   | Espen Valheim       | Norvegia    | 323.90 |
| 15   | Oliver Homuth       | Germania    | 322.95 |
| 16   | Ville Vahtola       | Finlandia   | 319.65 |
| 17   | Tommaso Rinaldi     | Italia      | 311.65 |
| 18   | Quentin Stoudmann   | Svizzera    | 309.10 |
| 19   | Jonathan Jörnfalk   | Svezia      | 305.65 |
| 20   | Yorick de Bruijn    | Paesi Bassi | 304.40 |
| 21   | Ramon De Meijer     | Paesi Bassi | 304.25 |
| 22   | Amund Gismervik     | Norvegia    | 299.00 |
| 23   | Ignas Barkauskas    | Lituania    | 282.70 |
| 24   | Sergej Baziuk       | Lituania    | 271.15 |
| 25   | Jaŭhen Karalëŭ      | Bielorussia | 267.00 |
| 26   | Tamás Kelemen       | Ungheria    | 224.15 |

## Finale
| Pos. | Atleta              | Nazione     | Punti  |
| ---- | ------------------- | ----------- | ------ |
|      | Evgenij Kuznecov    | Russia      | 427.05 |
|      | Illja Kvaša         | Ucraina     | 419.65 |
|      | Matthieu Rosset     | Francia     | 412.15 |
| 4    | Javier Illana       | Spagna      | 389.15 |
| 5    | Stephan Feck        | Germania    | 377.80 |
| 6    | Michele Benedetti   | Italia      | 373.70 |
| 7    | Oliver Dingley      | Regno Unito | 368.95 |
| 8    | Andrea Aloisio      | Svizzera    | 340.80 |
| 9    | Damien Cély         | Francia     | 336.80 |
| 10   | Andrzey Rzeszutek   | Polonia     | 329.85 |
| 11   | Stefanos Paparounas | Grecia      | 326.65 |
| 12   | Alexander Andresen  | Svezia      | 323.15 |

## Fonti
- (EN) Omegatiming.com - Qualifiche (PDF) [collegamento interrotto], su omegatiming.com.
- (EN) Omegatimng.com - Finale (PDF), su omegatiming.com. URL consultato il 9 marzo 2011 (archiviato dall'url originale il 14 luglio 2011).